# Kōga-ryū
 (novembre 2020).
Si vous disposez d'ouvrages ou d'articles de référence ou si vous connaissez des sites web de qualité traitant du thème abordé ici, merci de compléter l'article en donnant les références utiles à sa vérifiabilité et en les liant à la section « Notes et références ».
 (novembre 2020).
- Si vous ne connaissez pas le sujet, laissez ce bandeau (vous pouvez alors contacter les auteurs).
- Si vous supprimez le contenu mis en cause (vous pouvez préalablement contacter les auteurs),

argumentez précisément cette suppression dans la page de discussion
(un manque de référence n'est pas un argument ; une recherche réelle de référence doit avoir été effectuée, être formellement documentée).
Kōga-ryū (甲賀流, « école Kōga ») est une ancienne école de ninjutsu. Originaires de la région de Kōga (actuelle préfecture de Shiga), ses membres étaient formés au déguisement, à l'exfiltration, à la dissimulation, aux explosifs, à la médecine et aux poisons. Ils étaient également experts en techniques de combat à mains nues (taijutsu) et dans l'usage de diverses armes.

## Histoire
Les débuts de l'école Kōka remontent à la fin de la période Muromachi. Alors que la ville de Kōka est sous la juridiction du clan Rokkaku, cette dernière est un genre de municipalité autonome composée d'unions paysannes appelées sō (惣). Toutes les décisions importantes de la municipalité étaient prises par un vote des unions représentatives, un système de prise de décisions très rare pour l'époque.
Rokkaku Sasaki de la province d'Ōmi, régnant à partir du château de Kannonji, démarra la construction d'une puissante armée. Il rechignait à obéir aux ordres du shogunat Ashikaga ou les ignorait totalement. En 1487, le général Ashikaga Yoshihisa marcha avec son armée pour mettre fin à cette rébellion. Il mobilisa les daimyos de plusieurs provinces et finalement, Rokkaku Masayori et son fils Rokkaku Takayori furent forcés de se réfugier au château de Kōka. Le récit romanesque de leur fuite est débattu et il est probable qu'ils ont abandonné la ville pour éviter l'affrontement direct.
Ashikaga s'est ensuite installé à Anshiyoji dans le district de Kurita d'où il a attaqué le château de Kōka. Celui-ci tomba mais les Rokkaku s'enfuirent de nouveau et ordonnèrent aux guerriers de Kōka qui les suivaient de résister aux troupes d'Ashikaga en utilisant des techniques de guérilla. Exploitant leur connaissance géographique des montagnes locales, les guerriers lancèrent une grande attaque surprise sur les forces d'Ashikaga après les avoir perturbées en utilisant du feu et de la fumée dans leur camp durant la nuit. Le succès de la guérilla empêcha Ashikaga d'affronter ses ennemis en combat direct et il mourut à la bataille en 1489, mettant fin à un conflit de trois ans et épargnant la vie des Rokkaku.
L'efficacité de la guérilla et son caractère insaisissable utilisée par les guerriers Kōka devint connue dans tout le pays. C'était la première fois que les ninjas de Kōka étaient réunis en une armée régulière par leur seigneur. Auparavant, ils n'étaient que des mercenaires et il était habituel de trouver des guerriers Kōka des deux côtés lors d'une bataille. Après cette victoire, les samouraïs locaux des 53 familles qui participèrent à la guérilla furent appelés les « 53 familles de Kōka ».
Le dernier sōke (chef) officiel de l'école Kōga branche du clan Wada-ha était le 14e grand maître Seiko Fujita (1898-1966). Il enseigna avant la Seconde Guerre mondiale, et devint très réputé quand il enseigna pour le gouvernement durant la guerre. Il continua à enseigner à titre privé après la guerre et eut de nombreux élèves. Certains de ceux-ci créèrent leur propre système officiellement reconnu. Parmi eux se trouvait Heishichiro Okuse, auteur de nombreux livres sur le ninjutsu et l'une des principales références pour le livre de 1970 d'Andrew Adams, Ninja: The Invisible Assassins. Selon plusieurs sources, Okuse devint le 15e sōke et changea le nom de Kōga-ryū en Iga-ryū pour tenir compte de sa localisation géographique et ainsi éviter une polémique. Le système de ninjutsu est aujourd'hui toujours transmis par Kazuo Saito, le 16e sōke de la lignée.

## L'art de Kōka
Les ninjas de Kōka pratiquaient le même art que ceux d'Iga.
- Angou : art des signaux
- Bajutsu : équitation
- Bō-jutsu : technique du bâton
- Boryaku : stratégie militaire
- Chi-mon (pt) : géographie
- Choho : espionnage
- Gokui atemi sakkatsuho zukai : coups mortels secrets
- Goton-no-jutsu : cinq méthodes de fuite
- Hensōjutsu (en) : art du camouflage
- Hichojutsu : art du saut
- Hōjutsu : art du ligotage
- Hojutsu : art des armes à feu
- Kusarigamajutsu (en) : art de manier le kusari-gama
- Kyushojutsu : art des points vitaux
- Iaijutsu : art de dégainer son épée
- Intonjutsu : art de se dissimuler et de s'échapper
- Jōjutsu : art du bâton court
- Jôhô kaishû : collecte d'informations
- Karumijutsu : art d'alléger son corps
- Kenjutsu : art de l'épée
- Kakushi buki-jutsu (ningu) : art des armes cachées
- Kyûha : archerie montée
- Kyūjutsu : art de l'archerie
- Naginatajutsu : art de la naginata
- Shinobi-iri : art de la furtivité et de l'intrusion
- Seishinteki kyōyō : raffinement spirituel
- Shurikenjutsu : art des lames lancées
- Sōjutsu : art de la lance
- Suijutsu : art de la nage
- Suirenjutsu : art de la survie dans l'eau
- Taihenjutsu : art de déplacement du corps
- Taijutsu : art de combattre avec le corps
- Tenmon (en) : météorologie
- Zanshin : aiguisement de l'esprit